# Andrés Scagliola

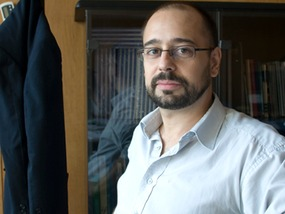
Andrés Scagliola

Andrés Scagliola (* 17. Januar 1975 in Montevideo) ist ein uruguayischer Politiker der Frente Amplio.

## Leben
An der Universidad de la República studierte Scagliola Politikwissenschaften. Scagliola war von 1994 bis 2015 Abgeordneter in der Cámara de Representantes, der Abgeordnetenkammer von Uruguay. Im Sozialministerium von Uruguay war er ab 2010 als Direktor tätig. Im November 2011 outete er sich als erster homosexueller Abgeordneter in Uruguay.